# 逢甲陈列室
逢甲陈列室，位于中国广东省梅州市蕉岭县城，为蕉岭县的一个县级文物保护单位，类型为近现代重要史迹及代表性建筑，公布时间为1985年。
逢甲陈列室建于1984年。